# Rue Henri-Desgrange
La rue Henri-Desgrange est une voie située dans le quartier de Bercy du 12e arrondissement de Paris en France.

## Situation et accès
La rue Henri-Desgrange est accessible à proximité par les lignes de métro 6 et 14 à la station Bercy.

## Origine du nom
Elle porte le nom du cycliste et créateur du Tour de France, Henri Desgrange (1865-1940), en raison de sa proximité avec le Palais omnisports de Paris-Bercy.

## Historique
La voie est créée dans le cadre de l'aménagement de la ZAC Corbineau-Lachambeaudie sous le nom provisoire de « voie BX/12 » et prend sa dénomination actuelle par arrêté municipal du 14 janvier 1994. 

## Bâtiments remarquables et lieux de mémoire
- La rue débouche sur le Palais omnisports de Paris-Bercy.